# Quintus Florius Maternus
Quintus Florius Maternus war ein im 2. Jahrhundert n. Chr. lebender Angehöriger des römischen Ritterstandes (Eques).
Durch zwei Weihinschriften, die beim Kastell Vercovicium gefunden wurden und die auf 101/200 datiert werden, ist belegt, dass Maternus im 2. Jhd. Präfekt der Cohors I Tungrorum war, die zu diesem Zeitpunkt in der Provinz Britannia stationiert war.